# Heterocarpon
Heterocarpon — рід грибів родини Verrucariaceae. Назва вперше опублікована 1885 року.